# Cronulla
Cronulla är en ort i New South Wales, Australien. Orten ligger 26 kilometer söder om Sydney. År 2006 uppgick invånarantalet till 16 754 personer. 

## Kravaller 2005
I december 2005 var orten säte för Australiens största raskravaller i modern tid. Kravallerna följde efter en period med ökade spänningar mellan olika etniska grupper bland besökarna på den närliggande stranden, framför allt mellan vita och personer med libanesiskt ursprung . Den omedelbart utlösande faktorn var ett bråk mellan en grupp livvakter och strandgäster av libanesiskt ursprung, varvid livvakterna blev misshandlade. Detta ledde, efter en period med successivt upptrappad retorik av bland annat opinionsbildare i radio samt via textmeddelanden som spreds på internet , till att cirka 5000 personer samlades den 11 december 2005, och attackerade personer som ansågs eller antogs komma från Mellanöstern. Det ledde i sin tur till hämndattacker, som fortsatte under nästkommande dygn. När kravallerna var över hade 26 personer skadats, 104 arresterats och 285 personer åtalades sedermera för brott i relation till händelserna.
1. 1 2 3  ”National Museum of Australia: Cronulla Race Riots”. https://www.nma.gov.au/defining-moments/resources/cronulla-race-riots. Läst 20 september 2021.
2. 1 2  Poynting S (2006): What caused the Cronulla riot? Race and Class 48:85-92

## Bildgalleri

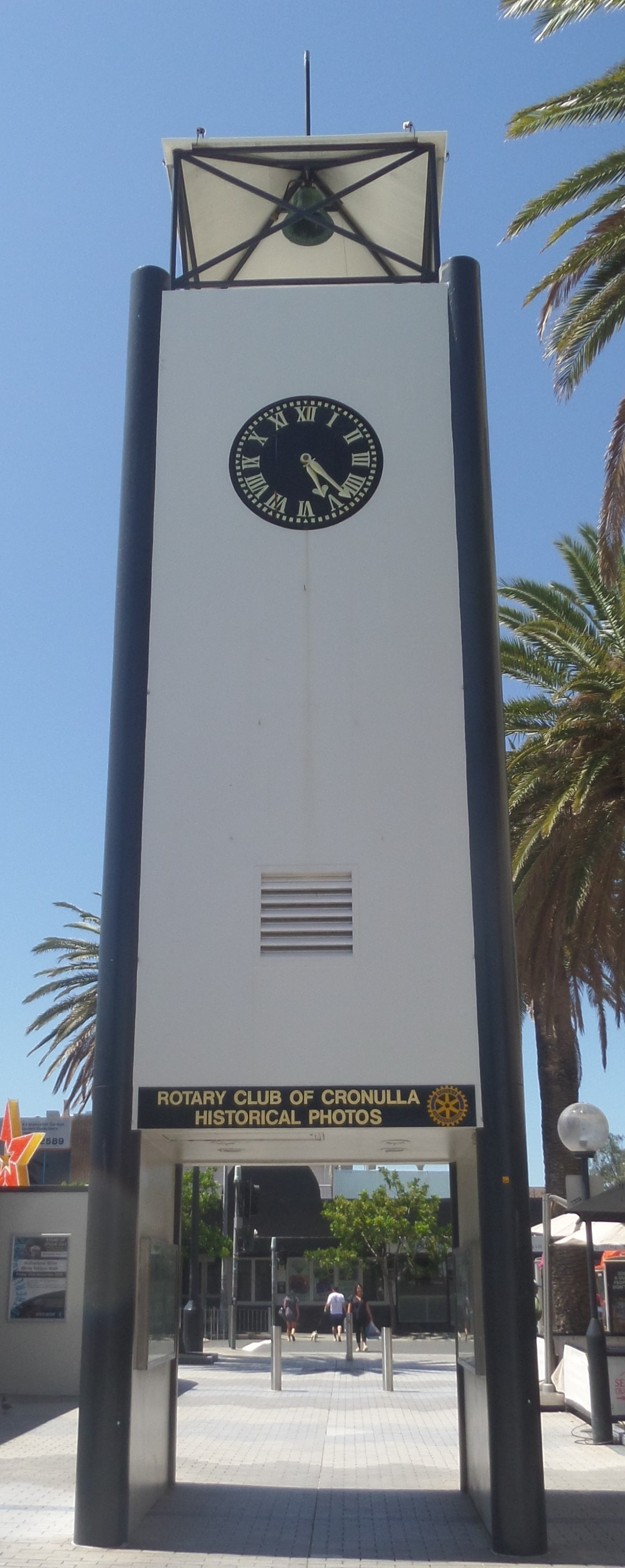
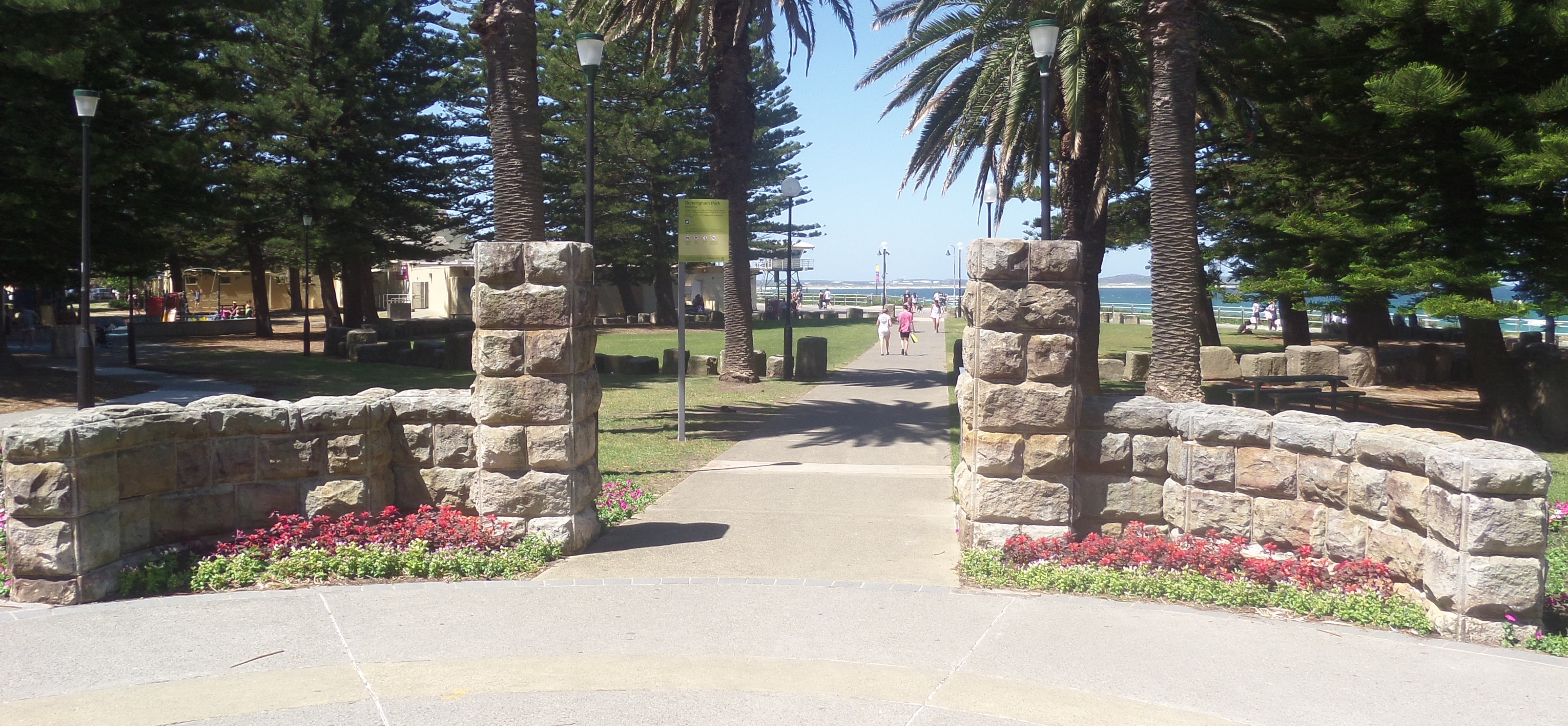